# Saut à la perche masculin aux championnats du monde d'athlétisme 2007
Navigation
Helsinki 2005 Berlin 2009
L'épreuve de saut à la perche masculin des championnats du monde d'athlétisme de 2007 s'est déroulée les 30 août et 1er septembre de la même année dans le Stade Nagai d'Osaka (Japon), remportée par l'Américain Brad Walker, médaillé d'argent lors de l'édition précédente. Le Français Romain Mesnil se hisse à son tour à la 2e place.

## Résultats

### Finale
| Rang               | Athlète              | Pays       | Essais | Essais | Essais | Essais | Essais | Essais | Marque | Notes |
| Rang               | Athlète              | Pays       | 5.51m  | 5.66m  | 5.76m  | 5.81m  | 5.86m  | 5.91m  | Marque | Notes |
| ------------------ | -------------------- | ---------- | ------ | ------ | ------ | ------ | ------ | ------ | ------ | ----- |
| Médaille d'or      | Brad Walker          | États-Unis | o      | o      | x-     | o      | o      | 3 x    | 5.86 m |       |
| Médaille d'argent  | Romain Mesnil        | France     |        | xo     |        | o      | xo     | 3 x    | 5.86 m | SB    |
| Médaille de bronze | Danny Ecker          | Allemagne  | o      | o      |        | o      | x-     | xx     | 5.81 m |       |
| 4                  | Igor Pavlov          | Russie     | xo     | o      | x-     | o      | 3 x    |        | 5.81 m | PB    |
| 5                  | Björn Otto           | Allemagne  | o      | o      |        | xo     |        | 3 x    | 5.81 m |       |
| 6                  | Yevgeniy Lukyanenko  | Russie     | xo     | o      | o      | xo     | 3 x    |        | 5.81 m | PB    |
| 7                  | Aleksandr Averbukh   | Israël     |        | o      |        | xxo    |        | 3 x    | 5.81 m | SB    |
| 8                  | Tim Lobinger         | Allemagne  | o      | o      | xo     | xxo    | 3 x    |        | 5.81 m |       |
| 9                  | Steven Hooker        | Australie  | o      |        | o      |        | xx-    | x      | 5.76 m |       |
| 10                 | Fábio Gomes da Silva | Brésil     | o      | xo     | o      | 3 x    |        |        | 5.76 m |       |
| 11                 | Maksym Mazuryk       | Ukraine    | o      | xxo    | xxo    | 3 x    |        |        | 5.76 m | PB    |
| 12                 | Denys Yurchenko      | Allemagne  | x      | xxo    | x-     | xx     |        |        | 5.66 m |       |

### Légende
Records et Performances
- AR : Record continental (area record)
- CR : Record des championnats (championship record)
- MR : Record du meeting (meet record)
- NR : Record national (national record)
- OR : Record olympique (olympic record)
- PR : Record paralympique (paralympic record)
- PB : Record personnel (personal best)
- SB : Meilleure performance personnelle de la saison (season's best)
- WL : Meilleure performance mondiale de l'année (world leader)
- WJR : Record du monde junior (world junior record)
- WR : Record du monde (world record)

Circonstances et Conditions
- DNF : N'a pas terminé (did not finish)
- DNS : N'a pas pris le départ (did not start)
- DQ : Disqualification (disqualification)
- NM : Aucun essai valable enregistré (No Mark)
- Q : Qualifié « directement » au prochain tour (ou à la prochaine compétition), lors d'une compétition majeure, grâce au classement ou à la réalisation des minima (automatic qualifier)
- q : Qualifié au prochain tour (ou à la prochaine compétition), lors d'une compétition majeure, grâce au repêchage ou à la réalisation de l'une des meilleures performances parmi celles des « non qualifiés directement » (grâce au meilleur temps ou à la meilleure distance par exemple) (secondary qualifier)

- Barre dépassée à telle ou telle hauteur (en mètres) :
  - o : dès le 1er essai
  - xo : au 2e essai
  - xxo : au 3e essai
- 3 x : barre non dépassée au terme d'un maximum de 3 essais